# George Claydon
George Claydon (* 4. September 1933 in Bristol, England, Vereinigtes Königreich; † 4. Oktober 2001 in Hammersmith, London, England, Vereinigtes Königreich) war ein britischer Filmschauspieler.

## Leben
George Claydon, der vor allem für seinen Kleinwuchs bekannt war, war von 1963 bis 1989 als Schauspieler tätig. Er spielte unter anderem den Fotografen George in Magical Mystery Tour, Oompa Loompa in Charlie und die Schokoladenfabrik (1971) und Herkules in Der Teufel in ihr.
1967 spielte er den Zwerg Ginarrbrik in The Lion, The Witch and the Wardrobe, einer Verfilmung der Buchreihe Die Chroniken von Narnia von ITV. 1989 war er in der Rolle des Zwerges Nikarbrik in einer BBC-Verfilmung dieser Reihe, Die Chroniken von Narnia: Prinz Kaspian & Die Reise auf der Morgenröte, zu sehen.
1966 war Claydon als World Cup Willie das offizielle Fußballmaskottchen der Fußball-Weltmeisterschaft in England.
Claydon starb im Alter von 68 Jahren im Charing Cross Hospital in Hammersmith.

## Filmografie

### Fernsehen
- 1963: Armchair Theatre
- 1966: Seven Deadly Sins
- 1967: Orlando
- 1967: The Lion, The Witch and the Wardrobe
- 1967: Magical Mystery Tour
- 1968: The Charlie Drake Show
- 1968: The Dickie Henderson Show
- 1969: Dr. Finlay’s Casebook
- 1974: Marty Back Together Again
- 1975: BBC Play of the Month
- 1976: The Chiffy Kids
- 1978: Shadows
- 1981: Metal Mickey
- 1981–1982: The Goodies (Serie)
- 1982: Whoops Apocalypse
- 1984: Lady is a Tramp
- 1984: One by One
- 1984: Die letzten Tage von Pompeji
- 1985: Sorry! (TV-Serie)
- 1989: Die Chroniken von Narnia: Prinz Kaspian & Die Reise auf der Morgenröte

### Spielfilm
- 1967: Zirkus des Todes
- 1971: Charlie und die Schokoladenfabrik
- 1971: Draculas Hexenjagd
- 1972: Born to Boogie
- 1975: Der Teufel in ihr